# Eupithecia pantellaria
Eupithecia pantellaria là một loài bướm đêm trong họ Geometridae.